# Deuteragonista villosula
Deuteragonista villosula är en tvåvingeart som beskrevs av Jacques-Marie-Frangile Bigot 1889. Deuteragonista villosula ingår i släktet Deuteragonista och familjen dansflugor. Inga underarter finns listade i Catalogue of Life.